# Paracytheridea tschoppi
Paracytheridea tschoppi är en kräftdjursart som beskrevs av van den Bold 1946. Paracytheridea tschoppi ingår i släktet Paracytheridea och familjen Paracytherideidae. Inga underarter finns listade i Catalogue of Life.